# Hervormde kerk (Stolwijk)
De Hervormde Kerk in de Zuid-Hollandse plaats Stolwijk is een eenbeukige wandpijler(zaal)kerk uit de 20e eeuw. De kerk oogt als een oud gebouw, maar werd na de herbouw in 1949 opnieuw in gebruik genomen en is dus van een nog relatief recente datum. De toren is grotendeels vroeg-16e-eeuws.

## Geschiedenis

### Kerk
De huidige kerk staat op fundamenten van een vroegere kerk, die stamt uit de jaren 1375 tot 1400. De kerk werd in 1489 (de tijd van de Hoekse en Kabeljauwse twisten) door troepen uit Woerden (aanhangers van de Hoekse factie) in brand gestoken. Hierna is de kerk gerepareerd. In 1547 is de kerk vanwege bouwvalligheid gesloopt en herbouwd. Deze kerk betrof een kruiskerk met een vijfzijdige koorsluiting. De kerk brandde op 19 maart 1867 af, met de sloop en nieuwbouw van de kerk begon men in de loop van 1869. Hierbij werd de kruiskerk door een zaalkerk vervangen.
Bij de restauratie van de toren in de oorlog bleek dat de zuidzijde van de fundering van de kerk in slechte staat verkeerde. Door het verlagen van het waterpeil in de polders waren de koppen van de heipalen verteerd, waardoor het kerkgebouw verzakte. Op 7 november 1946 besloot de kerkvoogdij om de kerk te slopen en een nieuwe kerk te herbouwen, op 28 september 1947 werd de laatste dienst in het oude kerkgebouw gehouden. Op 25 juni 1948 werd de eerste steen van de nieuwe kerk gelegd, op 1 juli 1949 werd de herbouwde kerk in gebruik genomen. De nieuwe kerk werd opgetrokken met stenen die afkomstig waren van het in de Tweede Wereldoorlog door een bombardement verwoeste Bezuidenhout in Den Haag. De huidige kerk is een wandpijlerkerk (waarbij de steunberen deels in de muren liggen) met driezijdig gesloten koor en is ontworpen door Gijs van Hoogevest.

### Toren
De toren van de kerk is 45 meter hoog en is een rijk gedetailleerde Kempische toren met twee geledingen. De toren dateert (volgens een vrijwel onleesbare jaartalsteen aan de rechterzijde van het portaal) uit 1501. In 1717 waaide de torenspits er af en is een nieuwe spits geplaatst, volgens (twijfelachtige) bronnen zou de toren voor 1717 negen meter hoger zijn geweest. De huidige achtzijdige naaldspits dateert van na de brand van 19 maart 1867, tijdens deze brand is hoogstwaarschijnlijk de houten spits van 1717 verloren gegaan. In 1947 werden vanwege verzakking zware steunberen aangebracht aan de zuid- en oostzijde. Tevens werd de scheefgezakte toren rechter gezet van ongeveer 1,15 meter uit het lood naar 'slechts' 85 centimeter uit lood. Mede hierdoor is de toren een markant herkenningspunt in de omgeving.
De toren is gebouwd van rood baksteenwerk, geleed met speklagen van Gobertangesteen, van binnen bekleed met een betonskelet.
In de toren is een mechanisch torenuurwerk van J. van de Kerkhof aanwezig. Daarnaast is in de toren een 900 kilo zware luidklok aanwezig. Tijdens de Tweede Wereldoorlog is de vorige klok door de Duitsers weggehaald. De huidige klok is na de oorlog in Heiligerlee gegoten. Op de klok is de volgende inscriptie aangebracht:
"D'OUDE VIEL DOOR 'S BOOZEN MACHT / IK HOUDE STAND DOOR CHRISTUS' KRACHT"
Op 19 september 1973 werd de toren aangewezen als rijksmonument vanwege de betekenis ervan voor de architectuurhistorie. De toren is eigendom van de burgerlijke gemeente.

## Interieur
Het interieur bevat onder meer:
- een zeshoekige staande houten preekstoel uit 1948, met daarop vijf panelen met de gelijkenis van de verloren zoon, onder de preekstoellezenaar een uitgesneden arend;
- diverse gebrandschilderde ramen van Marius Richters (1878-1955)[5] waaronder:
  - grote linkerraam in het koor met daarop een priester in zijn ambt;
  - grote middenraam in het koor met daarop de uitstorting van de Heilige Geest;
  - grote rechterraam in het koor met daarop de profeet Jesaja
  - kleine linkerraam met oudtestamentische voorstellingen, namelijk Abraham offert Izak, Jakob aan de Jabbok, Job en zijn vrienden en koning David;
  - kleine rechterraam met de vier evangelisten Matteüs, Marcus, Lucas en Johannes, aangeboden door de jeugd van Stolwijk.

De kerk bezit laat-17de-eeuws avondmaalszilver.

## Orgel
De kerk heeft een orgel uit 1878 van Hermannus Gerhardus Holtgräve, een orgelbouwer uit Deventer. Tijdens de herbouw van de kerk in 1948-1949 is het orgel afgebroken en opgeslagen op een hooizolder in Schoonouwen. In 1949 is het orgel in de nieuwe kerk herplaatst door Firma J. de Koff. In 1992 is het orgel naar aanleiding van veel gebreken algeheel gerestaureerd door de firma Flentrop uit Zaandam. Hierbij is onder andere een zelfstandig pedaal toegevoegd. Het orgel heeft mechanische sleepladen.

### Dispositie van het orgel
| Hoofdwerk C–f3 |        |
| Bourdon        | 16′    |
| Prestant       | 8′     |
| Salicionaal    | 8′     |
| Holpijp        | 8′     |
| Octaaf         | 4′     |
| Fluit          | 4′     |
| Quint          | 3′     |
| Octaaf         | 2′     |
| Cornet disc.   | IV     |
| Mixtuur        | III-IV |
| Trompet b/d    | 8′     |

| Bovenwerk C–f3 |    |
| Prestant       | 8′ |
| Viola di Gamba | 8′ |
| Roerfluit      | 8′ |
| Salicionaal    | 4′ |
| Roerfluit      | 4′ |
| Woudfluit      | 2′ |
| Fagot          | 8′ |
| Tremulant      |    |

| Pedaal C–d1 |     |
| Subbas      | 16′ |
| Fluit       | 8′  |
| Octaaf      | 4′  |
| Fagot       | 16′ |

- Koppels: één manuaalkoppel, twee pedaalkoppels.